# Савез 90/Зелени
Савез 90/Зелени је немачка зелена странка, чији су корени у алтернативним покретима са краја 1970-их. Партија је основана 17-18. јануара 1980. на првом скупу 1000 делегата у Карлсруеу. Личност која се блиско везује за оснивање овог покрета је еко-феминисткиња Петра Кели. Оригинално име партије је било Зелени (Die Grünen). То је једна од најстаријих и убедљиво најуспешнија еколошка партија на свету.
Година 1989. и 1990. многи грађански покрети за људска права у Источној Немачкој су се удружили у Савез 90 (Bündnis 90). Зелени и Савез 90 су постали једна партија 1993.
Савез 90/Зелени су били део владајуће коалиције у Немачкој у периоду 1998-2005. Од 2005. су у опозицији.